# Savage Garden
Savage Garden bylo australské popové duo, tvořené zpěvákem Darrenem Hayesem a skladatelem Danielem Jonesem. Skupina vznikla roku 1993 v Queenslandu (pod názvem Crush) a zanikla roku 2002. První singl z roku 1996 se jmenoval I want you a zaznamenal obrovský úspěch. Následovaly dva další megahity To the Moon and Back a Truly Madly Deeply. V dubnu 1997 vyšlo první album nazvané stejně jako skupina Savage Garden. Třináct týdnů po vydání kralovalo australské prodejní hitparádě, což se do té doby žádnému australskému umělci nepodařilo. Pak přišel průlom na americký trh, když se I want you stalo americkou singlovou jedničkou. Prvního alba se nakonec po celém světě prodalo 11 milionů kusů. Roku 1999 vydali druhé album Affirmation. Singl I Knew I Loved You se stal americkou jedničkou, píseň Affirmation skupina zahrála na zahajovacím ceremoniálu letních olympijských her v Sydney roku 2000. Druhé album však již vznikalo "po telefonu", neboť Hayes se usadil v New Yorku, zatímco Jones zůstal v Brisbane. Tento model byl dlouhodobě neudržitelný a skupina se v roce 2002 oficiálně rozešla. Hayes pak pokračoval v sólové pěvecké kariéře. Skupina za dobu své existence sesbírala 14 cen Australian Record Industry Association (ARIA Awards) a prodala 25 milionů kusů svých alb.